# Hidroksicinamat 4-b-glukoziltransferaza
Hidroksicinamat 4-b-glukoziltransferaza (EC 2.4.1.126, uridin difosfoglukoza-hidroksicinamatna glukoziltransferaza, UDP-glukoza-hidroksicinamatna glukoziltransferaza, hidroksicinamoilna glukoziltransferaza) je enzim sa sistematskim imenom UDP-glukoza:trans-4-hidroksicinamat 4-O-beta--glukoziltransferaza. Ovaj enzim katalizuje sledeću hemijsku reakciju
UDP-glukoza + trans-4-hidroksicinamat {\displaystyle \rightleftharpoons } UDP + 4-O-beta--glukozil-4-hidroksicinamat
Ovaj enzim deluje na 4-kumarat, ferulat, kafeat i sinapat. On formira smešu 4-glukozida i glukoznih estara (cf. EC 2.4.1.120, sinapat 1-glukoziltransferaza).

## Literatura
- Nicholas C. Price; Lewis Stevens (1999). Fundamentals of Enzymology: The Cell and Molecular Biology of Catalytic Proteins (Third изд.). USA: Oxford University Press. ISBN 019850229X.
- Eric J. Toone (2006). Advances in Enzymology and Related Areas of Molecular Biology, Protein Evolution (Volume 75 изд.). Wiley-Interscience. ISBN 0471205036.
- Branden C; Tooze J. Introduction to Protein Structure. New York, NY: Garland Publishing. ISBN 0-8153-2305-0.
- Irwin H. Segel. Enzyme Kinetics: Behavior and Analysis of Rapid Equilibrium and Steady-State Enzyme Systems (Book 44 изд.). Wiley Classics Library. ISBN 0471303097.
- William P. Jencks (1987). Catalysis in Chemistry and Enzymology. Dover Publications. ISBN 0486654605.

## Spoljašnje veze
- Hydroxycinnamate+4-beta-glucosyltransferase на 